# 燕共公
燕共公（？—前524年），中國春秋時期的燕國君主，继燕悼公之位。
燕共公二年（前527年）晋国荀吳軍討伐鮮虞。在位五年卒，燕平公立。
| 前任： 燕悼公 | 燕國君主 前528年—前524年 | 繼任： 燕平公 |